# Langton (Yorkshire du Nord)
Pour les articles homonymes, voir Langton.
Langton est un village et une paroisse civile du Yorkshire du Nord, en Angleterre.